# Skjöldur (ås)
Skjöldur är en ås i republiken Island. Den ligger i regionen Norðurland eystra, 240 km nordost om huvudstaden Reykjavík.